# Hell House LLC II: The Abaddon Hotel
Série
Hell House LLC
(2015) Hell House LLC III: Lake of Fire
(2019)
Pour plus de détails, voir Fiche technique et Distribution.
Hell House LLC II: The Abaddon Hotel est un film réalisé par Stephen Cognetti et sorti en 2018.

## Fiche technique
- Titre original : Hell House LLC II: The Abaddon Hotel
- Réalisation : Stephen Cognetti
- Scénario :
- Musique : Wendy Staples
- Production : Joe Bandelli
- Pays d'origine : États-Unis
- Langue originale : anglais
- Genre : horreur, paranormal
- Durée : 89 minutes
- Dates de sortie :
  - États-Unis : 20 septembre 2018

## Distribution
- Vasile Flutur : Mitchell Cavanaugh
- Jillian Geurts : Jessica Fox
- Joy Shatz : Molly Reynolds
- Dustin Austen : David Morris
- Brian David Tracy : Arnold Tasselman / Andrew Tully
- Kyle Ingleman : Brock Davies